# Led Zeppelin United Kingdom Tour 1970
Led Zeppelin United Kingdom Tour 1970 foi uma turnê da banda britânica de rock Led Zeppelin. A turnê começou em 7 de janeiro e terminou em 17 de fevereiro de 1970.
Esta turnê é sem dúvida mais conhecida pela performance da banda no Royal Albert Hall, em 9 de janeiro. De acordo com o guitarrista do Led Zeppelin, Jimmy Page, o Royal Albert Hall foi "no momento o show era o maior e mais prestigiado em Londres." O empresário da banda, Peter Grant, marcou este concerto para ser filmado profissionalmente por Peter Whitehead e Dorfman Stanley para um projeto de documentário proposto. No entanto, ele não foi lançado oficialmente no momento porque a filmagem teria sido filmado na velocidade errada. Um corte de 40 minutos foi preparado, mas foi considerado pela banda para ser de qualidade insatisfatória. Este corte foi lançado anos mais tarde como um bootleg. Em 2003, o filme original foi oficialmente remasterizado e praticamente todo o show foi lançado no DVD Led Zeppelin. Gravações de áudio de duas músicas do show, "We're Gonna Groove" e "I Can't Quit You Baby", já havia sido lançado em 1982 o álbum Led Zeppelin, Coda.
Um concerto da turnê, em Edimburgo, em 7 de fevereiro, foi adiada por 10 dias devido um pequeno acidente de carro do vocalista Robert Plant, no qual ele sofreu alguns ferimentos faciais.
Para todos, exceto um destes concertos a banda não usou qualquer ato de apoio. Esta seria uma tendência para continuar em posteriores shows do Led Zeppelin.

## Datas dos concertos
| Data                    | Cidade              | País       | Palco                                                                 |
| ----------------------- | ------------------- | ---------- | --------------------------------------------------------------------- |
| 7 de janeiro de 1970    | Birmingham          | Inglaterra | Birmingham Town Hall                                                  |
| 8 de janeiro de 1970    | Bristol             | Inglaterra | Colston Hall                                                          |
| 9 de janeiro de 1970    | Londres             | Inglaterra | Royal Albert Hall                                                     |
| 13 de janeiro de 1970   | Portsmouth          | Inglaterra | Guild Hall                                                            |
| 15 de janeiro de 1970   | Newcastle upon Tyne | Inglaterra | Newcastle City Hall                                                   |
| 16 de janeiro de 1970   | Sheffield           | Inglaterra | Sheffield City Hall                                                   |
| 24 de janeiro de 1970   | Leeds               | Inglaterra | Leeds University Refectory                                            |
| 17 de fevereiro de 1970 | Edimburgo           | Escócia    | Usher Hall data remarcada, originalmente marcada para 07 de fevereiro |